# Женидба кнеза Лазара
Женидба Кнеза Лазара је једна од епских песама старца Рашка. Она је једна од више варијаната ове песме, записана у збиркама Вука Караџића. Припада преткосовском циклусу песама. Заснована је на женидби кнеза Лазара кнегињом Милицом и приказује стање српског царства у то време. У овој песми је посебно посвећена пажња вазалним односима и слози српских јунака пре косовске битке.Ова песма је написана по хронолошком реду писања.

## Ликови
Ликови ове песме су:
- кнез Лазар
- кнегиња Милица
- Југ-Богдан,
- браћа Југовићи
- цар Стјепан.

## Анализа песме
Радња ове песме се одвија на светлу недељу у Призрену. Песму одликује свечан, достојанствен тон, а представа прошлости је идеализована. Модел женидбе одређује Лазара као епског јунака и објашњава његову везу с царем Стјепаном и династијом Немањића. Песма се завршава речима Југ-Богдана да је кнезу Лазару и кнегињи Милици суђено да буду заједно до краја живота.